# Estivau
Estivau (en francès Estivaux) és un municipi francès situat al departament de la Corresa i a la regió de la Nova Aquitània.

## Demografia
| 1962                                       | 1968 | 1975 | 1982 | 1990 | 1999 | 2007 |
| ------------------------------------------ | ---- | ---- | ---- | ---- | ---- | ---- |
| 378                                        | 443  | 378  | 371  | 340  | 322  | 373  |
| Des de 1962: població sense dobles comptes |      |      |      |      |      |      |

## Administració
| Període   | Identitat         | Partit |
| --------- | ----------------- | ------ |
| 1989-2008 | Jacques Chastanet | PCF    |
| 2008-     | Alain Boisserie   | UMP    |